# Heat Guy J
Heat Guy J (ヒートガイジェイ, Hīto Gai Jei) es una serie de anime de 26 episodios creada por Kazuki Akane y Satelight. Existe un volumen de Manga de la serie que ha sido licenciado en los Estados Unidos por TOKYOPOP.
Cuenta las aventuras de un joven llamado Daisuke Aurora que trabaja en las oficinas del Servicio Especial junto con su compañero androide "J". Este par vive y trabaja en una futuristica metrópolis llamada "Judoh".
Ha sido licenciada por Pionner (Hoy Geneon) en Estados Unidos. En Latinoamérica fue licenciada para su distribución en la región por la distribuidora Cloverway, y fue transmitida en Animax.

## Sinopsis
En un futuro lejano, hay siete ciudades sobre la tierra. Cada una de ellas es independiente de las demás y forman países porque no hay más vida en la tierra aparte de las siete ciudades. 
La historia tiene lugar en una de las ciudades llamada Judoh. Judoh es una ciudad que flota artificialmente sobre el océano, de unos 30km de diámetro. La torre administrativa de la ciudad está situada en el centro, con unos enormes rascacielos de viviendas alrededor. La zona sur de la ciudad son barrios bajos y en ellos tienen lugar la mayoría de los crímenes. Daisuke Aurora es el oficial de control de la seguridad de la ciudad. Su trabajo es anticiparse a los hechos y evitar que ocurran. A primera vista, parece una persona con un fuerte sentido de la justicia y humanidad, pero sin embargo él, en realidad, está luchando contra el crimen porque su padre, un político, fue asesinado por terroristas. Por suerte tiene un compañero, un robot llamado Jay (R-JAJA000106).

## Historia
En un mundo en donde quedan solo 7 ciudades cada 18 años las ciudades son visitadas por los celestiales que son los que tienen la tecnología de permitirle a la ciudad seguir funcionando, la historia se da en la ciudad llamada Judo, una ciudad corrupta en donde la organización especial se ocupa de vigilar la entrada ilegal de androides, su protagonista es Daisuke Aurora que trabaja en la unidad especial de la ciudad de judo, la cual está encargada de la seguridad de la ciudad junto con la ayuda de J, su amigo androide, el único permitido en la ciudad, puesto que las máquinas son ilegales por el asesinato del padre de Daisuke, un importante político, a manos de un androide.
Daisuke Aurora esta tras la venganza de su padre, un político honesto, el androide que mató a su padre fue controlado por "El Vampiro", (así se le denomina al líder de la mafia del Bajo Mundo de la ciudad de Judo), que proviene de una de las familias más ricas de Judo, Los Leoneli. Sin embargo "el vampiro" que asesino al padre de Daisuke murió. Ahora el actual vampiro es Clair Leoneli que dirige la mafia disfrazada bajo la fachada de la Company Vita.

## Personajes
- Daisuke Aurora(21 años): Es hijo de un político y una celestial. Trabaja en la unidad especial junto a Kyoko y J, el androide. Más tarde se enterara de que las órdenes de matar a su padre no fueron órdenes del "Vampiro" si no de Echigo, pero a este lo mata su hermano quien por ansias por el poder termina convirtiéndose en el nuevo Echigo. A diferencia de Shun, Daisuke parece haber perdonado a su madre quien los abandono cuando eran muy niños, suele decir que no le importa lo que ella haga. Al parecer está enamorado de Antonia, pero se da cuenta de que no puede superar el amor que le tiene a su padre ya muerto. Tiene una relación extraña con Kyoko, aunque al final de la serie se le declara de una manera muy especial llamándola : " Mi ángel ...  "y le hace la promesa de volver por ella, a lo cual ella le responde que "solo 3 años puedo esperar...".

- J (The Heat Guy) (Parece un sujeto de 40 años): Es una máquina que fue ordenada crear por Shun Aurora (el hermano de Daisuke) y fue construido por Antonia, con quién mantiene una relación bastante especial. Se parece bastante al padre de ella.

Su fuerza es su principal arma, y cuando acaba una pelea, activa un mecanismo con el cual lanza vapor por su espalda y pecho. En la serie, el sonido de gaitas nos indica que está a punto de tener un enfrentamiento. Una peculiaridad de J es que siempre tiene una frase constructiva que suele conmenzar con :" Un hombre... más adelante de la serie nos damos cuenta de que el hermano mayor de Daisuke, Shun implantó un software malicioso que responde solo a sus órdenes.
- Kyoko Milchan(21 años): Es la encargada de manejar los informes y presupuesto de la unidad especial de seguridad, se le podría denominar como la conciencia de Daisuke ya que siempre lo está obligando a ser más responsable.A l principio parece gustarle Shun pero más tarde se da cuenta de lo que siente por Daisuke en el momento que decide rescatarlo cuando este era rehén de Clair. Kyoko responde a los sentimientos de Daisuke llamándolo " Mi Heat Guy ... ". su abuelo es un militar muy amigo de Daisuke y J.

- Shun Aurora(27 años) : Es el hermano mayor de Daisuke. Trabaja en la seguridad de Judo y está a cargo de la unidad especial donde trabaja su hermano. Él se convierte en el nuevo Echigo después de que mata al anterior y lo hace por el poder que este posee. Odia a su madre la celestial por haberlos dejado, en los últimos capítulos al sentirse acorralado, da muestra de sus intenciones. Tiene cicatrices en su espalda que son resultado de proteger al pequeño Daisuke en la explosión que sucedió cuando murió su padre.

- Claire Leonelli (el Vampiro) (19 años): Es el jefe de la Mafia. Su mente guarda rencores del pasado con su difunto padre. Al ser su heredero y no estar muy cuerdo, las mafias amigas empiezan a desconfiar de él. Sin embargo, él tiene sus aliados importante, entre ellos son tres de sus guardaespaldas personales: Mitchal, Giovanni e Ian.

Suele utilizar granadas porque según él "a su padre le gustaban los fuegos artificiales". En sus momentos de lucidez muestra una gran inteligencia y dominio de la información.
Su retina guarda un código para obtener toda la gran y basta fortuna de Company Vita, lo cual más adelante de la serie lo hace un blanco fácil de las mafias de Judoh.
- Antonia Belucci (24 años): Esta mujer es quien creó a J, y quién fabricó desde 0 su inteligencia arficial, tardo tres años en desarrollar la personalidad propia de J. Forma parte del cuerpo SECT, una organización que se encarga de la tecnología de Judoh.

Antonia tiene una relación bastante fuerte con J, aunque este solo sea un cyborg, llegándose a confundir desde la relación padre-hija hasta la de ella actuando como madre de J, se preocupa bastante por el mantenimiento de J.
- Ken Edmundo (33 años): Es un policía de Judoh (más bien un detective). Él tiene un rango importante y por esto es respetado en el cuerpo policial. Inteligente pero muy impulsivo es expulsado de la policía al enfrentarse abiertamente con un renombrado político (Noriega). Es un amigo bastante importante de Daisuke. Le molesta que le hablen por su nombre.

- Boma (? años): Es uno de los tantos prisioneros de una ciudad, que cuando su sentencia pasa los 100 años, son condenados a ser modificados genéticamente y son manipulados como armas.

Este hombre utiliza una máscara holográfica para ocultar su identidad. Al principio solo será un asesino que se interpondrá en el camino de Daisuke y J pero luego se sabrá más de él. Se presenta al inicio de la serie buscando desesperadamente a su hermana "Usagi", más adelante nos damos cuenta de quien es realmente ella. 
Su arma es una gran katana, y muy poderosa. Junto a J es uno de los personajes más poderosos de la serie. 
Es muy tímido, frío y callado, a pesar de esto al parecer desarrolla una gran amistad con Daisuke y J. 
- Serge Echigo (?? años): Es un sujeto que maneja todo el gobierno y las mafias de Judo. Se desconoce muchísimas cosas acerca de él, ya que nunca sale de su escondite que nadie conoce y mantiene contacto con todos por medio de Internet u otros medios. Además de esto Echigo es el tío de la madre de Shun y Daisuke, lo que lo hace también un celestial.

## Lista de episodios
El título de los episodios no corresponde necesariamente al verdadero significado del kanji.
| #  | Título                        | Estreno                 |
| -- | ----------------------------- | ----------------------- |
| 1  | «Hombre» «Machi» (街)         | 1 de octubre de 2002    |
| 2  | «Guerra» «Honoo» (炎)         | 8 de octubre de 2002    |
| 3  | «Bomba» «Uwasa» (噂)          | 15 de octubre de 2002   |
| 4  | «Caos» «Kemono» (獣)          | 22 de octubre de 2002   |
| 5  | «Muñeca» «Warabe» (童)        | 29 de octubre de 2002   |
| 6  | «Dinero» «Yoku» (欲)          | 5 de noviembre de 2002  |
| 7  | «Circulación» «Kataki» (仇)   | 12 de noviembre de 2002 |
| 8  | «Hermano» «Hibiki» (響)       | 19 de noviembre de 2002 |
| 9  | «Confianza» «Kizuna» (絆)     | 26 de noviembre de 2002 |
| 10 | «Armas» «Tama» (弾)           | 3 de diciembre de 2002  |
| 11 | «Espejismo» «Maboroshi» (幻)  | 10 de diciembre de 2002 |
| 12 | «Visitante» «Hikari» (光)     | 17 de diciembre de 2002 |
| 13 | «Encuentro» «Geki» (撃)       | 24 de diciembre de 2002 |
| 14 | «Flecha» «Tamashii» (魂)      | 7 de enero de 2003      |
| 15 | «Angel» «Toriko» (虜)         | -                       |
| 16 | «Objetivo» «Hana» (華)        | 14 de enero de 2003     |
| 17 | «Supervivencia» «Riku» (陸)   | 21 de enero de 2003     |
| 18 | «Independencia» «Wakare» (裂) | 28 de enero de 2003     |
| 19 | «La Verdad» «Kokoro» (心)     | 4 de febrero de 2003    |
| 20 | «Falsificación» «Omoi» (想)   | 11 de febrero de 2003   |
| 21 | «Lágrimas» «Tomo» (友)        | 18 de febrero de 2003   |
| 22 | «Fortaleza» «Shima» (島)      | 25 de febrero de 2003   |
| 23 | «Juego» «Chichi» (父)         | 4 de marzo de 2003      |
| 24 | «Alteración» «Kurui» (狂)     | 11 de marzo de 2003     |
| 25 | «Revolución» «Yuki» (雪)      | 18 de marzo de 2003     |
| 26 | «Hombres» «Otoko» (漢)        | 25 de marzo de 2003     |

## Temas
- Tema de apertura

1. "FACE" por Tryforce

- Tema de cierre

1. "心の隙間 [Kokoro no Sukima - Gap in the Heart]" por WYSE.
2. "Hikari [Light]" - por Saeko Chiba.